# بيتر بيكر (لاعب كرة قدم أسترالية)
بيتر بيكر (بالإنجليزية: Peter Baker)‏ هو لاعب كرة قدم أسترالية أسترالي، ولد في 21 أكتوبر 1940.

## وصلات خارجية
- بيتر بيكر على موقع AustralianFootball.com (الإنجليزية)
- بيتر بيكر على موقع AFLtables.com (الإنجليزية)